# Martin Eanes
Martin Eanes, o Martin Anes Marinho (fl. XIII secolo), è stato un trovatore galiziano, attivo nei primi decenni del XIII secolo, appartenente alla potente famiglia dei Marinho e fratello di Osoiro Eanes e Pero Eanes, anch'essi trovatori.
Della sua opera poetica si conserva un'unica cantiga de escarnio e maldizer nella quale attacca un fidalgo. 